# كورتيس بيري (لاعب كرة سلة)
كورتيس بيري (16 يوليو 1959 بأتلانتا في الولايات المتحدة - ) (بالإنجليزية: Curtis Berry)‏ هو مدرب كرة سلة ولاعب كرة سلة أمريكي في مركز هجوم قوي الجسم. لعب مع ليموج سي إس بي.

## وصلات خارجية
- كورتيس بيري على موقع سبورتس رفرنس (الإنجليزية)
- كورتيس بيري على موقع كلية كرة السلة في سبورتس رفرنس.كوم (الإنجليزية)
- كورتيس بيري على موقع ريلجم (الإنجليزية)
- كورتيس بيري على موقع بروبوليرز (الإنجليزية)